# Донбас (хокейний клуб)
Хокейний клуб «Донба́с» — український професійний хокейний клуб з міста Донецьк. Заснований в 2001 році. Багаторазовий чемпіон України, володар рекорду тривалості переможної серії в чемпіонатах України — 37 матчів поспіль. Володар Континентального Кубка міжнародної федерації хокею сезону 2012/2013.  З сезону 2012/2013  виступав в КХЛ, але в 2014 році відмовився від участі в цьому турнірі через збройну агресію Росії.  У сезоні 2021/2022 дебютував в хокейній лізі чемпіонів. З сезону 2022/23 не виступає в жодному з турнірів через повномасштабне вторгнення Росії.

## Історія

### 1975—1985
У 1975 році у Донецьку було відкрито палац спорту «Дружба». У рамках цієї події організували хокейний матч між командами з Москви — «Крила Рад» і «Динамо». У складі московських команд грали такі хокеїсти: І. Дмитрієв, Ю. Лебедєв, П. Природін, Ю. Шаталов, С. Бобарико, В. Полупанов. У цьому ж році було ухвалено рішення відкрити у Донецьку на базі льодового палацу хокейну школу.
У 1978 році було вирішено провести на льоду донецького палацу спорту «Дружба» Чемпіонат СРСР серед юнацьких команд. Участь у турнірі взяли хокеїсти московських колективів ЦСКА, «Спартака», київського «Сокола», ленінградського СКА, челябінського «Трактора», і маловідомий на той час «Єрмак» з міста Ангарська, у складі якого виступали майбутні зірки київського «Сокола» Земченко, Овчинников і Земко. Саме тоді на їхню гру звернули увагу «агенти» київської команди.
У 1981 році Донецьку було надане право проведення Міжнародного турніру з хокею з шайбою на приз газети «Радянський спорт». Участь у турнірі взяли клуби вищої та першої ліг СРСР: «Сокіл» (Київ), «Салават Юлаєв» (Уфа), «Торпедо» (Горький), «Кристал» (Саратов), СК ім. Урицького (Казань). Так само були запрошені команди «Ільвес» (Фінляндія) і національна збірна Румунії.
У 1985 році у Донецьку пройшов турнір «Дружба», в яких брали участь юніорські збірні Чехословаччини, Радянського Союзу (дві команди), Румунії, Польщі, Угорщини, НДР і Болгарії. Турнір проходив у палаці спорту з аналогічною назвою. Лише двічі, до 1985 року, ці змагання проходили у СРСР, і втретє — у Донецьку. ДЮСШ стрімко поповнювалася юними кадрами, які незабаром були об'єднані у команди різних вікових категорій, а згодом і в спеціалізовані класи на базі однієї із загальноосвітніх шкіл міста.

### 1990—1992
У сезоні 1989—1990 років юні хокеїсти з Донецька грали у чемпіонаті України, де їм протистояли ровесники з київських «Сокола», «Крижинки», «Червоного екскаватора», а так само однолітки з Харкова, Запоріжжя та Дніпродзержинська.
1990 році у Донецьку була створена перша професійна команда з хокею з шайбою «Кооператор», яка виступала в чемпіонаті Радянського Союзу серед спортклубів, які боролися за право виходу у другу лігу класу «А». Донецький клуб, у складі якого грали Д. Гордюшін, М. Григорюк, Ю. Хардіков, В. Кутовий, Г. Кравченко зробили серйозний опір командам з Москви («Рубін» «Аліса»), Брянська («Хвиля»), Рибінська («Сатурн»), Загорська («Промінь»), міста Александров («Рекорд») та міста Углич («Чайка»).
У травні 1991 року, зношене до межі льодове обладнання палацу спорту «Дружба» остаточно вийшло з ладу. Відновлення зажадало фінансового вкладення, якого не надійшло і ДЮСШ припинила своє існування. Багато донецьких хокеїстів роз'їхалися по різних містах радянського союзу. Так донеччани І. Іванов, Є. Левашов, С. Селіванов (тренер В. Слєпов) закріпилися у Росії і тривалий час виступали за воронезький «Буран». Вихованці В. Костюкова — І. Поліщук, А. Белянський пробилися у саратовський «Кристал», а Сергій Вітер зміг закріпитися не тільки в російських клубах СКА-«Амур» (Хабаровськ), «Елемаш» (Електросталь), але й успішно виступав у польському «ВОЙАС» та білоруському «Гомелі». Одним із найтитулованіших донецьких хокеїстів є Олег Твердовський, вихованець С. Петрова. Дворазовий володар Кубка Стенлі, бронзовий призер зимових Олімпійських ігор, чемпіон світу 2009 року у складі збірної Росії, чемпіон Росії і володар Кубка європейських чемпіонів.
Незважаючи на труднощі, багато хокеїстів залишилися у Донецьку. Саме з них у 1992 році був сформований хокейний клуб «НОРД». До складу увійшли як місцеві хокеїсти — А. Куц, Ю. Хардіков, А. Горевий, Д. Гордюшін, М. Григорюк, А. Шафіков, А. Дмитрієв, А. Житков, так і харків'яни — А. Кобиков, В. Овчаренко, А. Галкін. Команда отримала запрошення на участь у Першій зимової спартакіаді Україні, де завоювала бронзові медалі. А голкіпер донеччан А. Куц був визнаний найкращим на турнірі. Але відсутність фінансування, тренувальної бази та власного льоду зробили свою справу. Команда припинила свої виступи і була розформована.

### 2001—2009
У червні 2001 року було ухвалено рішення про створення професійного хокейного клубу «Донбас». Кістяк нового колективу склали екс-гравці «Норд». Також запрошення отримали і хокеїсти з Харкова і Києва: Д. Пашинський, С. Садій, О. Панасенко, Д. Гнітько, А. Калитка, Д. Ключко, Олег Тимченко. Отримавши право на участь у двох чемпіонатах — Білорусі (1-й дивізіон) і України, донеччани здобули бронзові медалі в обох першостях. Втім, керівництво клубу ухвалило рішення про розпуск команди.
Взимку 2005 року була зроблена нова спроба створити професійну команду у Донецьку. Новий колектив подав заявку на участь у чемпіонаті України серед команд Першої ліги і приступив до тренувань, які через відсутність штучного льоду у Донецьку, проходили на замерзлому ставку у місті Ясинувата. Усього три тижні підготовки вистачило команді для того, щоб успішно виступити у турнірі і виграти золоті медалі. Але за регламентом, для виходу у вищу лігу хокеїстам з Донецька треба було провести стикові матчі з клубом АТЕК (Київ). Ігри повинні були проходити у березні 2006 року. Була потрібна ретельна підготовка, але весна видалася ранньою і ставок розтанув. Допомогла дирекція парку відпочинку «Городок», де була побудована до того часу ковзанка зі штучним льодом. Тренувальний процес відновився у повному обсязі. З АТЕК донеччанам потрібно було зіграти дві гри і обидві ці зустрічі пройшли у Києві. В обох матчах перемогу з мінімальним розривом здобули київські хокеїсти (6:5 і 3:2).
У вересні 2007 року склад команди налічував більше 20-ти гравців, а вже восени 2008 року у Донецьку був побудований і успішно зданий в експлуатацію хокейний льодовий палац «Лідер», в якому команда отримала можливість проводити свої тренування і домашні ігри. Під керівництвом старшого тренера С. Петрова, відновила свою роботу і ДЮСШ.
У 2007 році ХК «Донбас» взяв участь у розіграші Кубка України з хокею, де посів п'яте місце з шести команд-учасниць. А вже в травні місяці того ж року ХК «Донбас» отримував запрошення на участь у престижному турнірі «Трейд-Пойнт», який вшосте традиційно проходив у місті Дніпропетровську. Кістяк команди склали донецькі хокеїсти: І. Іванов, В. Бичков, С. Ручко, Ю. Хардіков, А. Артюхов, Є. Сухопара, І. Капустін, А. Івлєв, І. Поліщук, Д. Сіренко, С. Шакуров, В. Блакитний, О. Калініченко, А. Верходай, І. Філатов, Д. Гордюшін. Для посилення складу були запрошені: голкіпер Вадим Селіверстов і польові гравці Р. Юлдашев та Є. Сиченко. Тренував команду Костянтин Буценко. «Донбас» провів турнір дуже вдало і дійшов до фіналу, де з рахунком 5:3 були обіграні господарі — хокеїсти дніпропетровського «Метеора».
У 2009 році керівництво ХК «Донбас» запросило на посаду головного тренера відомого у минулому гравця київського «Сокола» Андрія Овчинникова. Втім, співпраця головного тренера з гравцями не принесла бажаного результату. Під керівництвом Овчинникова команда фінішувала лише п'ятою у чемпіонаті України і керівництво клубу не продовжило контракт з головним тренером.

### 2010
У 2010 році власником клубу став Борис Колесніков. Влітку в клуб був запрошений відомий фахівець — Олександр Куликов, а також багаторічний партнер Куликова за виступами за київський «Сокіл» — Анатолій Дьомін і донеччанин Сергій Вітер. Саме під керівництвом цього тренерського тріо ХК «Донбас» заграв по-новому. Яскраво, цікаво і непередбачувано, видавши рекордну для чемпіонатів України переможну серію. Також в 2010 році Донецьк отримав право на проведення чемпіонату світу з хокею серед юніорів-2011 Дивізіону II. ХК «Донбас» виступив співорганізатором даного турніру, на якому згодом юніорська збірна України виграла золоті медалі, набравши максимальну 15 очок в 5 матчах, і піднявшись до Дивізіону I.

### 2011
Серія з 27 поспіль виграних ігор принесла донецькому ХК «Донбас» перемогу як в регулярному чемпіонаті України, так і в плей-оф, де його суперником по фіналу був київський ХК «Сокіл». В обох вирішальних іграх донеччани перемогли 1:0 і 3:2, і вперше в історії завоювали золоті медалі. 31 травня 2011 року в Москві на загальних зборах Вищої хокейної ліги ХК «Донбас» одноголосним рішенням був прийнятий в члени некомерційного партнерства «ВХЛ». Вперше в історії незалежної України вітчизняний клуб провів повноцінні багатоденні літні збори за кордоном. У Канаді ХК «Донбас», в центрі літньої підготовки «Тін Ренч», двічі обіграв збірну хокейної ліги Онтаріо, а через місяць у Донецьку, на найвищому рівні, організував і провів міжнародний турнір «Кубок Донбасу», участь в якому також взяли 3 клуби Континентальної хокейної ліги.

### КХЛ 2012—2014
23 квітня 2012 року ХК «Донбас» очолив словацький фахівець Юліус Шуплер. У липні 2012 року рішенням керівництва Континентальної хокейної ліги, ХК «Донбас» прийнятий до складу учасників найсильнішої хокейної ліги Європи. Через локаут у НХЛ в сезоні 2012—13 склад донецького клубу змогли поповнити українські гравці Руслан Федотенко, Олексій Понікаровський і Антон Бабчук. Згодом дворазовий володар Кубка Стенлі Руслан Федотенко став капітаном команди.
У січні 2013 року вперше серед українських клубів ХК «Донбас» виграв єдиний на той момент європейський турнір, що проводиться під егідою IIHF — Континентальний кубок сезону 2012/2013. У Суперфіналі, матчі якого відбулися в Донецьку на Арені «Дружба» з 11 по 13 січня 2013 року, чемпіон України ХК «Донбас» обіграв білоруський «Металург» (Жлобин) 1-0, італійський «Больцано» 3-0 і французький «Руан Дрегонз» 7-1, набравши 9 очок.
За підсумками свого першого регулярного сезону в КХЛ клуб зайняв 9-е місце на заході і не потрапив в плей-оф. Наприкінці сезону Шуплер був відправлений у відставку.
Перед сезоном 2013/14 донецьку команду очолив російський фахівець Андрій Назаров. 10 вересня 2013 року Олексій Брага призначений генеральним директором ХК «Донбас». Провівши 54 гри, ХК «Донбас» завершив першу частину чемпіонату на четвертому місці Західної конференції. На той момент донецький клуб став рекордсменом Континентальної хокейної ліги з мінімальної кількості пропущених шайб за сезон — 99. У цьому ж сезоні 7-8 березня 2014 р Арена «Дружба» вперше в історії українського хокею прийняла гри плей-оф КХЛ. Першим суперником донеччан став хокейний клуб «Динамо» (Рига). У серії з семи матчів підопічні Назарова виявилися сильнішими за команду з Латвії. У півфіналі Західної конференції «Донбас» зустрівся з празьким «Левом». В ході серії, яка включила в себе шість матчів, «Донбас» лише одного разу зміг зіграти перед рідними глядачами на домашній арені. Через напружену політичну ситуацію в Україні правління КХЛ заборонило проводити ігри на Арені «Дружба» в Донецьку. Також в півфінальній серії з чеською командою «Донбас» встановив рекорд КХЛ за тривалістю матчу — 126 хвилин і 14 секунд, — саме стільки тривала друга гра «Лев» — «Донбас», в якій вирішальну шайбу закинув захисник донеччан Андрій Конєв. Ця гра отримала назву «празький марафон». Сама серія завершилася з рахунком 2:4 на користь чеської команди.
У 2013 році ХК «Донбас» створив найбільший в КХЛ шкільний фан-сектор загальною чисельністю понад 1500 уболівальників з 22 шкіл Донецької і Луганської областей. Учасники цього фан-об'єднання разом з донецьким клубом побували в різних містах Росії, Франції, Чехії, Словаччини, Латвії та Хорватії.
У ніч із 26 на 27 травня 2014 року, на тлі збройного конфлікту на сході України, домашня арена клубу була розграбована і підпалена. Борис Колесніков планував протягом 90 днів відновити Арену. Однак через продовження Російсько-української війни клуб був змушений відмовитися від участі в розіграші сьомого сезону КХЛ, а основна команда клубу була відправлена в «академічну відпустку». Така ж доля чекала команди «Молода Гвардія» і «Донбас-98».
Влітку 2014 року керівництвом клубу було ухвалено рішення зберегти Льодову дитячо-юнацьку спортивну школу, перевізши її до міста Дружківка з тренуваннями на базі Льодової арени «Альтаїр». У новому місті Льодова школа ХК «Донбас» почала працювати в новому форматі — відкрилася секція з фігурного катання, а також був проведений набір дітей з міст Донецької області: Дружківка, Костянтинівка (Костянтинівський район), Краматорськ і Слов'янськ. У вересні 2014 року в ДЮСШ ХК «Донбас» хокеєм і фігурним катанням займалися вже 920 дітей (найбільша ДЮСШ в Україні) з перерахованих вище населених пунктів, а також діти, які переїхали з Донецька, які утворили чотири основні команди Льодової школи: «Донбас 2003», «Донбас 2004», «Донбас 2005» та «Донбас 2006».

### Сучасна історія (з 2015)
ХК «Донбас», який базується нині[коли?] в Дружківці, подав попередню заявку на участь в чемпіонаті України з хокею сезону 2015/16. Донецька обласна державна адміністрація повідомила про відсутність обмежень для проведення спортивно-масових заходів в місті Дружківка (Донецька область), де розташована льодова арена «Альтаїр». 31 липня Федерація хокею України (ФХУ) підписала з ХК «Донбас» договір про участь команди в чемпіонаті України сезону 2015/16.
Головним тренером хокейного клубу «Донбас» став Анатолій Степанищев. Контракт з 54-річним українським фахівцем був укладений на один рік. Помічником Степанищева став тренер воротарів Євген Бруль, а генеральним менеджером команди Сергій Петров. На перший тренувальний збір команди прибув 21 український хокеїст. Після передсезонних зборів в Святогірську Донецької області команда приїхала у Дружківку, де в рамках підготовки до чемпіонату України 2015/16 був організований четвертий в історії клубу передсезонний турнір Donbass Open Cup. У складі «Донбасу» на передсезонному турнірі значилося 22 хокеїста, серед яких були імена Сергія Варламова, Дениса Кочеткова і Віктора Захарова. Цим складом донецька команда змогла вдруге поспіль виграти Кубок, залишивши позаду себе білоцерківський «Білий Барс», харківський «Витязь» і ХК «Кременчук» з Полтавської області.
Перед стартом сезону 2015/16 чемпіонату України «Донбас» провів три спаринги в Латвії, зігравши з місцевими командами МОГО, «Земгале» і «Курбадс», вигравши два з трьох матчів. 26 вересня ХК «Донбас» провів свій перший матч в рамках національної першості, в якому також брали участь ще 7 команд. До Нового року команда Анатолія Степанищева також встигла провести два зарубіжних товариські матчі в Білорусі, а сам календарний рік закінчила на першому місці в турнірній таблиці чемпіонату України.
ХК «Донбас» продовжив лідирувати в регулярному чемпіонаті, оновивши клубний рекорд найбільших перемог: з рахунком 27:1 була на виїзді розгромлена харківська «Юність». Регулярний чемпіонат донеччани завершили на першому місці, випередивши найближчих переслідувачів на 7 очок. Півфінальну серію плей-оф проти харківського «Витязя» «Донбас» завершив за мінімальні 3 гри (5:2, 6:1 і 3:1). У фіналі сезону донеччанам довелося грати проти другої команди регулярного сезону — київського клубу «Дженералз». У серії до чотирьох перемог «Донбас» не дав супернику виграти жодного матчу (2:1 ОТ, 3:2 Б, 2:1, 3:1), четвертий раз у своїй історії завоював золото чемпіонату України.
У рамках передсезонної підготовки ХК «Донбас» взяв участь в декількох вітчизняних і міжнародних турнірах. У серпні в період з 11-го по 13-е число — Kremenchuk Open Cup 2016, з 18-го по 20-е — Меморіал Павла Забойніка в Словаччині, а з 25-го по 28-е пройшли ігри традиційного передсезонного турніру Donbass Open Cup.
У п'ятому в історії Donbass Open Cup взяли участь п'ять українських хокейних клубів: «Білий Барс», «Витязь», «Донбас», «Кривбас» і «Кременчук». Всього команди провели 10 матчів. Переможцем турніру став ХК «Донбас», який набрав в чотирьох іграх 12 очок.
У сезоні 2016/17 ХК «Донбас» бере участь в чемпіонаті Української хокейної ліги. Стартовий матч сезону відбувся 9 вересня 2016 року. На льоду Дружківської Льодової арени «Альтаїр» торішній чемпіон «Донбас» приймав срібних призерів — київський «Дженералз». Матч закінчився з рахунком 4:0 на користь донецького «Донбасу».
6 червня 2016 року в Будапешті відбулася зустріч представників команд-учасниць 20-го розіграшу Континентального кубка IIHF, за підсумками якої ХК «Донбас» дізнався своїх перших суперників. «Донбас» стартував з півфінального раунду, який проходив в Данії з 18-го по 20 листопада. Суперниками донеччан стали французький «Анже», данський «Оденсе» і чемпіон британської елітної ліги сезону 2015/16 «Ноттінгем Пантерс». Виступ в групі D «Донбас» завершив на третьому місці.
21 грудня 2016 року «Донбас» став першим клубом УХЛ, який гарантував собі місце в плей-оф раунді чемпіонату.
Сезон-2017/18 «Донбас» почав з завоювання четвертого трофею передсезонного турніру Donbass Open Cup. З 1 по 3 вересня 2017 року відбувся шостий розіграш клубного змагання, учасниками якого стали чотири клуби: «Білий Барс» (Біла Церква), «Динамо» (Харків), ХК «Кременчук» і господарі турніру «Донбас». Почергово обігравши всіх суперників, «Донбас» з 100 % результатом став чотириразовим володарем Donbass Open Cup. Друге місце у білоцерківського «Білого Барса», замикає трійку призерів «Кременчук» з Полтавської області.
5 лютого 2017 року за обопільною згодою сторін було розірвано контракт між «Донбасом» і тренерським штабом, який очолював 56-річний фахівець Анатолій Степанищев. Виконувачем обов'язків головного тренера був призначений спортивний директор клубу Сергій Вітер. 12 лютого Ігор Чибирєв був призначений асистентом головного тренера.
21 лютого 2017 року до тренерського штабу увійшов 54-річний фахівець з Латвії Андрейс Матіцінс. Він став одним з асистентів виконуючого обов'язки головного тренера Сергія Вітера.
6 березня Сергій Вітер став головним тренером хокейного клубу «Донбас». Контракт з 42-річним українським фахівцем був укладений на два роки.
9 березня «Донбас» розпочав півфінальну серію плей-оф УХЛ проти криворізького «Кривбасу». У серії до чотирьох перемог «Донбасу» знадобилося 5 матчів, щоб обіграти клуб з Кривого Рогу (4:0, 3:2 ОТ, 3:4, 3:0, 5:2). Суперником донецького клубу в фіналі став «Кременчук». У напруженому протистоянні з командою з Полтавської області, «Донбас» здобув перемогу з загальним рахунком в серії 4:2 (3:1, 3:4 ОТ, 3:1, 2:1, 1:4, 2:1) та став п'ятиразовими чемпіонами України, а Сергій Вітер вперше завоював золоту медаль, як головний тренер.
Сезон-2017/18 донеччани почали з завоювання четвертого трофея передсезонного турніру Donbass Open Cup. З 1 по 3 вересня 2017 року відбувся шостий розіграш клубного змагання, учасниками якого стали чотири клуби: «Білий Барс» (Біла Церква), «Динамо» (Харків), ХК «Кременчук» і господарі турніру «Донбас». По черзі обігравши всіх суперників, «Донбас» з 100 % результатом став чотириразовим володарем Donbass Open Cup. Друге місце у білоцерківського «Білого Барса», замикає трійку призерів «Кременчук» з Полтавської області.
22 лютого 2018 року в гостьовому поєдинку проти «Білого Барса» була перервана рекордна серія донечан в чемпіонатах України — яка склалала 37 перемог поспіль, поліпшивши попередній рекорд на 10 ігор.
8 березня «Донбас» розпочав півфінальну серію плей-оф УХЛ проти харківського «Динамо». Донеччани не залишили шансів супернику, тричі обігравши харків'ян (6:2, 9:0, 9:2) і вийшовши у фінал, де підопічним Сергія Вітера належало вдруге поспіль зустрітися з «Кременчуком». У фінальній серії до чотирьох перемог «Донбас» програв лише одну зустріч (3:0, 6:3, 4:3, 2:5, 3:0) і в шостий раз став чемпіоном України.
2 липня 2018 року головним тренером ХК «Донбас» знову став словацький фахівець Юліус Шуплер. Досвідчений 67-річний фахівець підписав дворічний контракт. Під керівництвом Шуплера донеччани взяли участь в двох передсезонних турнірах (Кубок Руслана Салея, Donbass Open Cup), а також стартували в чемпіонаті Української хокейної ліги.
У період з 19 по 21 жовтня «Донбас» провів матчі другого раунду Континентального кубка IIHF. За вихід до третього туру підопічні Юліуса Шуплера змагалися з іспанським «Чурі Урдін», ісландським «Вікінгаром» і латвійським «Курбадсом». Виступ в групі C «Донбас» завершив на третьому місці.
23 жовтня Юліус Шуплер подав у відставку — словацький фахівець не зміг продовжити роботу в донецькому клубі за станом здоров'я. Головним тренером призначений спортивний директор клубу Сергій Вітер. У тренерський штаб також увійшли Ігор Кугут, Євген Бруль, а 10 грудня асистентом Вітера став Ігор Чибирєв.
Особливим сезон-2018/19 став для фанатської сім'ї «Донбасу» — загальна кількість шкільних фанатських осередків донецького клубу перевищила 50. Більше 2 500 учнів закладів Донецького регіону регулярно відвідували матчі основної команди.
21 грудня в Маріуполі відбулася урочиста процедура закладки капсули під будівництво нового спортивного комплексу, головним об'єктом якого стане крита льодова арена. Почесним гостем церемонії став президент ХК «Донбас» Борис Колесніков.
Здобувши перемогу в регулярному чемпіонаті України з хокею, донецький клуб оформив собі путівку у півфінал плей-оф, де суперником команди Сергія Вітера став білоцерківський «Білий Барс». У серії до чотирьох перемог донеччанам знадобилося п'ять матчів, щоб обіграти клуб з Білої Церкви (9:1, 5:4, 1:2, 4:3, 8:1). Суперником «Донбасу» в фіналі УХЛ став новачок національної першості херсонський «Дніпро». Із загальним рахунком серії 4:1 (1:2, 3:1, 3:1, 2:1, 4:1) донецька команда стала семиразовим чемпіоном України.
6 квітня 2021 року 45-річний білоруський фахівець Павло Мікульчик призначений виконуючим обов'язки головного тренера ХК «Донбас».
Здобувши перемогу у фінальній серії з київським «Соколом» (2:1, 5:1, 3:1, 4:3 ОТ), клуб у восьмий раз став чемпіоном України. У травні 2021 року правління хокейної Ліги чемпіонів виділило Wild Card клубу.
9 червня Борис Колесніков залишив посаду президента хокейного клубу «Донбас». Новим президентом донецького клубу став Костянтин Колесніков.
Надвечір 2 січня 2023 року російські загарбники завдали двох ракетних ударів по Дружківці та зруйнували льодову арену.  Таким чином, внаслідок злочинів російських окупантів донецький клуб втратив уже третю домівку.

## Досягнення
- Чемпіон України (8): 2011, 2012, 2013, 2016, 2017, 2018, 2019, 2021
- Володар Континентального кубка IIHF: 2013.
- Володар «Кубка Донбасу» (6): 2013, 2015, 2016, 2017, 2019, 2020
- Переможець 1 ліги чемпіонату України 2005.
- Переможець турніру «Кубок Топольчан — 2011» (Словаччина)
- Переможець ХІ Меморіалу Павла Забойніка — 2012 у м. Зволен (Словаччина).
- Срібний призер Континентального кубка IIHF 2014.
- Бронзовий призер чемпіонату України 2002.
- Бронзовий призер Континентального кубка IIHF 2012.

## Атрибутика

### Емблема клубу

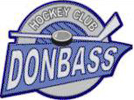
Перший логотип, 2001 рік

Свою першу емблему «Донбас» отримав у 2001 році. Круг сірого кольору із ясно-синьою окантовкою втілював хокейну шайбу, у центрі якого перетинав напис із назвою хокейного клубу «Донбас» англійською мовою «DONBASS». Зверху напису зображені ключка із шайбою, команди, що вказують на приналежність, до спортивної гри — хокей із шайбою.
У 2008 році емблема було змінена, і виконана у чорно-червоно-білих тонах, із червоним і чорним териконами, що втілює гірницький край Донбасу, із однойменним написом сірого кольору російською мовою. Унизу підпис «хокейний клуб». Посередині — контур хокеїста із ключкою.
У 2011 році для ХК «Донбас» був створений новий логотип. Він став круглим із чорно-червоною облямівкою. Правий терикон поміняв колір із чорного на сірий, а напис «Донбас» написаний білим кольором, що втілює новий чистий аркуш паперу у майбутніх перемогах клубу. Унизу — шайба, яка нестримно летить, до мети, і пробиває темний простір навколо себе. Цей логотип використовується нині.

### Форма
Перший варіант форми використовувався з початку сезону 2010—11 до початку плей-оф 2011. Основними кольорами ігрової форми були чорний, білий і холодний червоний. Домашня форма (переважаючий білий колір) із чорно-червоними конусоподібними вставками з боків і тих же кольорів опоясуючими лініями на передпліччях. Емблема клубу на светрі являє собою логотип, що використовувався з 2008 по 2011 рік. Ігровий номер (чорний з червоним кантом) розташований на рівні ліктя. Над ігровим номером на рукаві присутні два зустрічних чорних напів-конуса. Підкреслює лінію плеча чорний кант, переходить у горловину (мис), складається із двокольорової (чорно-червоної лінії). Вздовж плеча (всередині червоного канта) напис російською мовою «ДОНБАСС» виконаний червоними літерами із тонким чорним кантом. Між логотипом і нижньою частиною светра напис українською мовою чорними літерами «Укрінвест». Ігровий номер на спині — чорний з червоним кантом, ігрові труси — чорного кольору, шолом — чорний. Гамаші — білі, з опоясуючою товстою чорною лінією посередині і двома тонкими червоними лініями зверху і знизу, через пробіл.
Другий варіант форми використовується із початку плей-оф 2011. Основними кольорами є білий, чорний, холодний червоний та світло-сірий. Домашня форма (переважаючий білий колір) із чорної-червоно-сірої (лінії однакової товщини) горизонтальної вставки у нижній частині светра. Вінчає нижню частину ігрового светра — тонкий червоний кант. Тонший червоний кант обрамляє плече. Усередині канта новий логотип ХК «Донбас». Такий самий логотип (але великий) розташований на рівні грудей на передній частині светрів. Нижня частина передпліччя опоясана великими чорною і червоною, а так само тонкою світло-сірою лінією. Ігровий номер (червоний із тонким чорним кантом) розташований ближче до плеча. На рівні ліктя — тонкий червоний кант. З боків светра — біла вставка, з тонкими вертикальними червоними кантами, що перериває чорно-червоно-сіру горизонтальну вставку у нижній частині светра. Між чорно-червоно-сірою горизонтальною вставкою у нижній частині светра і логотипом напис російською мовою чорними літерами «УКРИНВЕСТ». Навколо горловини — тонкий чорний кант з декоративними червоними вставками. Ігровий номер на спині — червоний з чорним кантом. Ігрові труси — чорного кольору, шолом — чорний. Гамаші — білі, з вертикальною (передньою) товстою червоною лінією посередині і двома тонкими чорними лініями праворуч і ліворуч без пробілів.

## Школа
ДЮСШ з хокею та фігурного катання відкрилася 22 вересня 2008 року, відразу після відкриття ЛСК «Лідер». 29 грудня 2011 року було відкрито ЛСК «Алмаз».
Мета Льодовій дитячо-юнацької спортивної школи — залучення молоді для занять зимовими видами спорту протягом усього року, а також проведення спортивних заходів та підготовки спортсменів високого класу для різних команд і збірних.
19 червня 2013 року молодіжна команда «Донбасу» під назвою «Молода Гвардія» була прийнята в МХЛ і починаючи з сезону 2013/14 виступає в Чемпіонаті Молодіжної хокейної ліги. У зв'язку із загостренням конфлікту на Сході України, «Молода Гвардія» пішла у відпустку.
У сезоні 2014/2015 рр. Льодова дитячо-юнацька спортивна школа ХК «Донбас» розпочала роботу на базі Льодової арени «Альтаїр» (м Дружківка). З 1 вересня 2014 року в ДЮСШ ХК «Донбас» було залучено понад 900 дітей 5-ти до 12-ти років зі Слов'янська, Краматорська, Костянтинівки та Дружківки, які на безоплатній основі почали займатися хокеєм і фігурним катанням. Клуб забезпечив кожного юного спортсмена необхідною екіпіровкою, кваліфікованим тренерським складом, а також комфортабельними клубними автобусами, які привозять і відвозять дітей на ЛА «Альтаїр» і назад в їх населені пункти. Набір дітей продовжився і в 2015 році.
У сезоні 2015/2016 рр. три команди ДЮСШ ХК «Донбас» були перевезені на базу ЛА «Термінал» в місто Бровари. Така зміна постійного місця тренувань була обумовлена участю команд «Донбас 2003», «Донбас 2004» і «Донбас 2005» у чемпіонатах Білорусі та відповідним скороченням витрат часу на відвідування виїзних матчів турніру. Велика частина Льодової школи продовжила свою діяльність в Дружківці, діставшись з новим сезоном в свої ряди більше 300 вихованців в секції хокею та фігурного катання.
У сезоні 2015/16 клубна школа виконала великий обсяг роботи, спрямований на виховання дітей, на їх якісний професійний ріст. За хокейний рік команди ДЮСШ ХК «Донбас» провели понад 250 офіційних матчів на внутрішній і міжнародній арені. Взяли участь в 25 турнірах, в 12 з яких вийшли переможцями.
Старші команди дитячо-юнацької спортивної школи донецького клубу «Донбас 2003», «Донбас 2004» виграли чемпіонат України, «Донбас 2005» — Відкритий чемпіонат Києва, також стали переможцями груп «Б» в чемпіонатах Білорусі. Вихованець відділення фігурного катання ДЮСШ ХК «Донбас» Валерій Карасьов став переможцем Відкритого Кубка України.
У сезоні 2016/17 рр. Льодова дитячо-юнацька спортивна школа ХК «Донбас» продовжила роботу на базі Льодової арени «Альтаїр» (м Дружківка), а також ЛА «Термінал» в місті Бровари.
Сезон 2016/17 став новим етапом розвитку клубної школи. Після торішніх перемог в чемпіонатах Білорусі групи Б «Донбас 2003» і «Донбас 2004» стартували в змаганнях в групі А. «Донбас 2005», в свою чергу, дебютував в чемпіонаті України U-12.
Тріумфом на турнірі в білоруських Горках завершив 2016 рік «Донбас 2007». У вирішальному матчі підопічні Романа Черноброва з рахунком 4:2 обіграли співвітчизників з «Легіону». Також в суперниках донеччан були ФОЦ Мінськ, «Армада» (Одинцово), «Фенікс» і «Льодова Дружина» (обидва з Санкт-Петербурга).
Також з медалями 2016 рік завершили вихованці ДЮСШ ХК «Донбас» відділення фігурного катання. На міжнародному турнірі з фігурного катання Vinnitsa Trophy 2016 взяли участь 12 вихованців під керівництвом Наталії Гордєєвій, Тетяни Виставкіної та Ігоря Маляра. З Вінниці фігуристи ДЮСШ ХК «Донбас» привезли чотири медалі — три золотих і одну бронзову.
У 2017 році дитячо-юнацька спортивна школа розширила свою географію. 22 січня свої перші кроки на льоду зробили діти з Бахмута. А вже 5 лютого до них приєдналися юні спортсмени з Покровська і Мірнограда.

## Арена
Палац спорту «Дружба» був побудований у 1975 році. Вже наступного року він був введений в експлуатацію. З 2003 року проводилися невеликі за масштабом реконструкції. Остання із них почалася у 2010 році для проведення чемпіонату світу серед юніорів (дивізіон II, група B).
Спочатку споруда замислювалася як база для розвитку хокею у регіоні. Але після зупинки холодильного устаткування у травні 1991 року, арена стала активно використовуватися представниками інших видів спорту. Довгий час «Дружба» був домашнім майданчиком для баскетбольного клубу «Донецьк» і міні-футбольного клубу «Шахтар». Щорік на базі ПС «Дружба» проводяться престижні міжнародні змагання зі стрибків із жердиною «Зірки жердини», на яких неодноразово встановлювалися світові рекорди для закритих приміщень. 24 травня 2009 року у Палаці спорту «Дружба» вперше в історії України відбувся чемпіонат Європи з карате кіокушинкай.
Після закінчення останньої реконструкції у березні 2011 року, ПС «Дружба» став повністю відповідати вимогам Міжнародної федерації хокею із шайбою (IIHF) для проведення міжнародних змагань найвищого рангу. На арені було встановлено нове холодильне і вентиляційне устаткування, нові борти (розмір майданчика 60Х29 метрів) і сучасне електронне табло (куб). Арена вміщує 3,500 глядачів.
З 27 березня по 2 квітня 2011 року в «Дружбі» пройшов чемпіонат світу серед юніорів (дивізіон II, група B), переможцем якого стала збірна України. З 8 квітня 2011 року свої домашні матчі на льоду ПС «Дружба» проводить ХК «Донбас». До цього клуб проводив матчі на ЛПС «Лідер».
В ніч з 26 на 27 травня 2014 представники так званої Донецької народної республіки скоїли розбійний напад на арену «Дружба», розграбували палац та влаштували в ньому пожежу.